# Jean-Louis Taberd
Jean-Louis Taberd (Saint-Étienne, 18 giugno 1794 – Calcutta, 31 luglio 1840) è stato un vescovo cattolico, missionario e lessicografo francese.

## Biografia
Sacerdote a Lione, nel 1820 entrò nella società per le missioni estere di Parigi e partì per la Cocincina.
Superiore della missione dal 1824, nel 1827 fu nominato vescovo titolare d'Isauropoli e vicario apostolico di Cocincina.
Curò la formazione del clero indigeno e lo sviluppo delle comunità di Amanti della Santa Croce.
Costretto a rifugiarsi in Siam nel 1833, rifiutò l'invito del re Prasat Thong ad accompagnare il suo esercito nella conquista della Cocincina e nel 1834 dovette trasferirsi a Singapore.
Accusato dai cristiani di Cocincina di essere responsabile delle persecuzioni contro di loro, consacrò Étienne-Théodore Cuenot come suo coadiutore e si ritirò in India, dove ricoprì la carica di vicario apostolico interinale del Bengala.
È autore di un Dictionarium annamitico-latinum e di un Dictionarium latino-annamiticum.

## Genealogia episcopale e successione apostolica
La genealogia episcopale è:
- Cardinale Scipione Rebiba
- Cardinale Giulio Antonio Santori
- Cardinale Girolamo Bernerio, O.P.
- Arcivescovo Galeazzo Sanvitale
- Cardinale Ludovico Ludovisi
- Cardinale Luigi Caetani
- Cardinale Ulderico Carpegna
- Cardinale Paluzzo Paluzzi Altieri degli Albertoni
- Papa Benedetto XIII
- Papa Benedetto XIV
- Papa Clemente XIII
- Cardinale Giovanni Francesco Albani
- Papa Pio VI
- Cardinale Carlo Bellisomi
- Vescovo Marcelino José Da Silva
- Vescovo Jacques-Benjamin Longer, M.E.P.
- Vescovo Jean Labartette, M.E.P.
- Vescovo Esprit-Marie-Joseph Floren, M.E.P.
- Vescovo Jean-Louis Taberd, M.E.P.

La successione apostolica è:
- Vescovo Jean-Paul-Hilaire-Michel Courvezy, M.E.P. (1833)
- Vescovo Étienne-Théodore Cuenot, M.E.P. (1835)